# Медиалингвистика
Медиалингви́стика — направление лингвистики, изучающее функционирование языка в медиасфере, или современной массовой коммуникации, представленной печатными, аудивизуальными и сетевыми медиа.
Медиалингвистика формируется в процессе дифференциации лингвистики как общей теории языка, а обозначающий её термин оказывает в ряду таких, так психолингвистика, социолингвистика, онтолингвистика, юрислингвистика, политическая лингвистика и др.
Медиалингвистика полидисциплинарна и по составу дисциплин симметрична лингвистике как общей теории языка. Она стремится объяснить частный случай функционирования языка — в условиях массовой коммуникации с её сложной структурой и разнообразными тенденциями изменений — на фоне общих тенденций языковой и речевой культуры. Медиалингвистика тесно связана с медийными практиками современности и предполагает влияние на них, в частности через медиаобразование.

## В разных странах
Активное обращение термина связывают с работами Т. Г. Добросклонской, в которых исследуется английская медиаречь (в Англии принят термин media study, media discourse analysis; термин Medienlinguistik характерен для Германии).
С 2003 года медиалингвистика как самостоятельное научное направление оформляется в Республике Беларусь, что связано с выходом в свет монографии В. И. Ивченкова «Дискурс белорусских СМИ. Организация публицистического текста». Особенностью белорусских исследований является тесная связь медиалингвистики с проблемами дискурсного анализа СМИ.
На Украине термин связан с работами профессора Л. И. Шевченко.
Российская медиалингвистика оказывается преемницей лингвистических исследований, которые обозначались по объекту и именовались «Язык газеты», «Язык радио», «Язык СМИ». Сегодня можно говорить о том, что медиалингвистика должна исследовать не только язык СМИ, но и медиаречь. Значит, в медиалингвистику должно войти медийное речеведение, изучающее речевое поведение участников массовой коммуникации и её дифференциацию на специфические сферы, фактуры и жанры медиатекстов. Наряду с ним важно медийное языкознание как изучение языковых ресурсов (лексических, грамматических) и медиастилистика, объясняющая закономерности эффективного использования ресурсов в разных сферах и ситуациях медийного общения в зависимости от различных внеречевых и речевых факторов.